# Liga Asobal 2008-09
La Liga ASOBAL 2008-09, o Liga Sabadell Atlántico, por motivos de esponsorización, tuvo el mismo sistema de competición de las anteriores temporadas, 16 equipos enfrentados todos contra todos a doble vuelta. Los dos equipos ascendidos este año fueron el Cuenca 2016, que llevaba unos años sin participar en la máxima categoría del balonmano español, y el BM Alcobendas, que había descendido en la temporada 2005-06.
El defensor del título, el BM Ciudad Real, consiguió su tercer título consecutivo cediendo únicamente dos derrotas en toda la temporada. El segundo y tercer clasificados, el FC Barcelona-Borges y el Pevafersa Valladolid, consiguieron una plaza para la siguiente edición de la Liga de Campeones de la EHF, al igual que el Reale Ademar León, que fue invitado por los organizadores.

## Clasificación final
| Pos | Equipo                 | J  | G  | E | P  | GF   | GC  | Dif  | Pts |
| --- | ---------------------- | -- | -- | - | -- | ---- | --- | ---- | --- |
| 1   | BM Ciudad Real         | 30 | 28 | 0 | 2  | 1010 | 764 | +246 | 56  |
| 2   | FC Barcelona-Borges    | 30 | 26 | 0 | 4  | 963  | 777 | +186 | 52  |
| 3   | Pevafersa Valladolid   | 30 | 22 | 2 | 6  | 948  | 863 | +85  | 46  |
| 4   | Portland San Antonio   | 30 | 21 | 2 | 7  | 904  | 859 | +45  | 44  |
| 5   | Reale Ademar León      | 30 | 20 | 2 | 8  | 904  | 824 | +80  | 42  |
| 6   | Fraikin BM Granollers  | 30 | 16 | 2 | 12 | 910  | 853 | +57  | 34  |
| 7   | Naturhouse La Rioja    | 30 | 11 | 8 | 11 | 865  | 889 | -24  | 30  |
| 8   | CAI BM Aragón          | 30 | 11 | 5 | 14 | 875  | 882 | -7   | 27  |
| 9   | Octavio Pilotes Posada | 30 | 12 | 2 | 16 | 866  | 900 | -34  | 26  |
| 10  | Antequera 2010         | 30 | 10 | 6 | 14 | 803  | 823 | -20  | 26  |
| 11  | JD Arrate              | 30 | 8  | 5 | 17 | 808  | 849 | -41  | 21  |
| 12  | BM Torrevieja          | 30 | 8  | 5 | 17 | 841  | 885 | -44  | 21  |
| 13  | Cuenca 2016            | 30 | 8  | 4 | 16 | 849  | 941 | -92  | 20  |
| 14  | BM Alcobendas          | 30 | 7  | 1 | 22 | 788  | 867 | -79  | 15  |
| 15  | SD Teucro              | 30 | 6  | 3 | 21 | 813  | 933 | -120 | 15  |
| 16  | Keymare Almería        | 30 | 2  | 1 | 27 | 728  | 966 | -238 | 5   |

|  | Copa de Europa                 |
|  | Recopa de Europa               |
|  | Copa EHF                       |
|  | Descenso a División de Honor B |

J = Partidos Jugados; G = Partidos Ganados; E = Partidos empatados; P = Partidos perdidos; GF = Goles anotados; GC = Goles recibidos; Dif = Diferencia; Pts = Puntos

## Estadísticas

### Siete ideal
Siete ideal escogido por los usuarios de la página web de la Liga Asobal.
| Posición          | Jugador           | Equipo         | % de votos |
| ----------------- | ----------------- | -------------- | ---------- |
| Portero           | Arpad Šterbik     | BM Ciudad Real | 29,3%      |
| Extremo izquierdo | Juanín García     | FC Barcelona   | 29,0%      |
| Lateral izquierdo | Jerome Fernandez  | FC Barcelona   | 15,4%      |
| Central           | Dani Sarmiento    | Ademar León    | 35,4%      |
| Lateral derecho   | Olafur Stefansson | BM Ciudad Real | 30,9%      |
| Extremo derecho   | Luc Abaló         | BM Ciudad Real | 41,6%      |
| Pivote            | Héctor Castresana | Ademar León    | 12,7%      |

- Mejor jugador
  -  Dani Sarmiento, Ademar León

- Mejor defensor
  -  Didier Dinart, BM Ciudad Real, 23,7%

- Mejor entrenador
  -  Talant Dujshebaev, BM Ciudad Real, 28,7%

### Máximos goleadores
| Jugador              | Goles | Equipo                 |
| -------------------- | ----- | ---------------------- |
| Marko Curuvija       | 205   | SD Teucro              |
| Håvard Tvedten       | 182   | Pevafersa Valladolid   |
| Nikola Prce          | 180   | Octavio Pilotes Posada |
| Martin Stranovsky    | 170   | Reale Ademar León      |
| Vukasin Stojanovic   | 159   | Naturhouse La Rioja    |
| Joan Cañellas        | 153   | Fraikin BM Granollers  |
| Dobrivoje Markovic   | 151   | Cuenca 2016            |
| Zikica Milosavljevic | 144   | Pevafersa Valladolid   |
| Dawid Nilsson        | 144   | Cuenca 2016            |
| Aleksandar Svitlica  | 140   | Fraikin BM Granollers  |

- Tabla completa de goleadores (enlace roto disponible en Internet Archive; véase el historial, la primera versión y la última).

### Mejores porteros
| Jugador                   | Paradas | Disparos | Equipo                 |
| ------------------------- | ------- | -------- | ---------------------- |
| Radivoje Ristanovic       | 374     | 1159     | SD Teucro              |
| Iñaki Malumbres           | 318     | 993      | JD Arrate              |
| José Manuel Sierra Méndez | 309     | 950      | Pevafersa Valladolid   |
| Jorge Martínez            | 304     | 912      | Antequera 2010         |
| Danijel Šarić             | 291     | 869      | Portland San Antonio   |
| Fredrik Ohlander          | 285     | 881      | Fraikin BM Granollers  |
| Rade Mijatović            | 277     | 911      | BM Alcobendas          |
| Javier Díaz               | 267     | 966      | Octavio Pilotes Posada |
| Pablo Hernández           | 266     | 815      | CAI BM Aragón          |
| José Javier Hombrados     | 254     | 630      | BM Ciudad Real         |

- Tabla completa de Porteros (enlace roto disponible en Internet Archive; véase el historial, la primera versión y la última).